# Jacob deGrom
Jacob Anthony deGrom (ur. 19 czerwca 1988) – amerykański baseballista występujący na pozycji miotacza w Texas Rangers.

## Przebieg kariery
Jacob deGrom studiował w Calvary Christian Academy w Ormond Beach na Florydzie. W 2010 został wybrany w dziewiątej rundzie draftu przez New York Mets i początkowo grał w klubach farmerskich, między innymi w Las Vegas 51s, reprezentującym poziom Triple-A, w którym w ciągu dwóch sezonów wystąpił w 21 meczach jako starter i zanotował bilans W-L 8–2 przy wskaźniku ERA 3,87. W Major League Baseball zadebiutował 15 maja 2014 w meczu Subway Series z New York Yankees na Citi Field, w którym zanotował porażkę, oddając tylko jednego runa i zaliczając 6 strikeoutów w 7 rozegranych inningach, zaliczył również uderzenie (single'a); w tym samym meczu zadebiutował również na górce Chase Whitley z Yankees, który w tym spotkaniu także zaliczył single'a.
21 czerwca 2014 w swoim ósmym starcie w meczu z Miami Marlins zanotował pierwsze zwycięstwo w MLB, zaś 13 lipca 2014 w spotkaniu z Marlins zaliczył pierwsze RBI. W tym samym miesiącu został wybrany NL Rookie of the Month przy statystykach 4-1 W-L, 1,39 ERA, 38 SO, oddając 7 baz za darmo po rozegraniu 32⅛ inningu. 15 września 2014 w spotkaniu z Miami Marlins rozegranym na Citi Field wyrównał rekord MLB zaliczając 8 strikeoutów z rzędu od rozpoczęcia meczu. W tym samym roku został wybrany najlepszym debiutantem w National League.
W lipcu 2015 został po raz pierwszy w karierze powołany do NL All-Star Team. W szóstej zmianie oddał 10 narzutów, zaliczając trzy strikeouty. 17 lipca 2016 w meczu przeciwko Philadelphia Phillies zaliczył pierwszy w MLB complete game shutout. W całym spotkaniu oddał jedno uderzenie i zaliczył siedem strikeoutów. 18 czerwca 2017 w meczu przeciwko Washington Nationals zdobył swojego pierwszego home runa w MLB.
3 września 2018 deGrom wyrównał rekord MLB, nie dopuszczając do zdobycia czterech lub więcej runów przez drużynę wybijającą w 25 meczach z rzędu. 26 września w meczu przeciwko Atlanta Braves zaliczył 1000. strikeout w MLB. Sezon zakończył z trzecim najlepszym wskaźnikiem ERA (1,70), biorąc pod uwagę statystyki od 1969 roku, kiedy zmniejszono górkę miotacza. 14 listopada 2018 został wybrany najlepszym miotaczem w National League i otrzymał nagrodę Cy Young Award. W 2019 został jedenastym miotaczem w historii MLB, który otrzymał Cy Young Award dwa razy z rzędu.
2 grudnia 2022 podpisał pięcioletni kontrakt z Texas Rangers.

## Nagrody i wyróżnienia
| Nagroda/wyróżnienie         | Lata                   | Źródło        |
| 4× All-Star                 | 2015, 2018, 2019, 2021 | [ 2 ] [ 10 ]  |
| NL Rookie of the Year Award | 2014                   | [ 9 ]         |
| 2× NL Cy Young Award        | 2018, 2019             | [ 17 ] [ 18 ] |